# Lausenita
La lausenita és un mineral de la classe dels sulfats. Rep el seu nom en honor de Carl B. Lausen, enginyer de mines (United Verde Mining Company, Arizona) que va descobrir per primera vegada el mineral.

## Característiques
La lausenita és un sulfat de fórmula química Fe₂(SO₄)₃·5H₂O. Cristal·litza en el sistema monoclínic. Els cristalls són fibrosos, allargats al llarg de [001], de fins a 0,5 mm; també apareix en forma d'agregats de gra fi.
Segons la classificació de Nickel-Strunz, la lausenita pertany a «07.CB: Sulfats (selenats, etc.) sense anions addicionals, amb H₂O, amb cations de mida mitjana» juntament amb els següents minerals: dwornikita, gunningita, kieserita, poitevinita, szmikita, szomolnokita, cobaltkieserita, sanderita, bonattita, aplowita, boyleïta, ilesita, rozenita, starkeyita, drobecita, cranswickita, calcantita, jôkokuïta, pentahidrita, sideròtil, bianchita, chvaleticeïta, ferrohexahidrita, hexahidrita, moorhouseïta, niquelhexahidrita, retgersita, bieberita, boothita, mal·lardita, melanterita, zincmelanterita, alpersita, epsomita, goslarita, morenosita, alunògen, metaalunògen, aluminocoquimbita, coquimbita, paracoquimbita, romboclasa, kornelita, quenstedtita, lishizhenita, römerita, ransomita, apjohnita, bilinita, dietrichita, halotriquita, pickeringita, redingtonita, wupatkiïta i meridianiïta.

## Formació i jaciments
La lausenita és un mineral molt rar. Va ser descoberta a la mina United Verde, al Comtat de Yavapai (Arizona, Estats Units) formada com a resultat de la crema de menes de pirita i associada a copiapita. També ha estat descrita a la mina Velikomostov-2, Chervonograd (Província de Lviv, Ucraïna) sobre un munt de residus cremats, associada a kieserita i formada per l'oxidació de la pirita reaccionada amb argila, i a la conca minera de Chelyabinsk (óblast de Txeliàbinsk, Rússia).